# Rick Stokes
Rick Stokes é um advogado norte-americano e um dos pioneiros ativistas dos direitos LGBT em seu país. Vivendo no Kansas nos anos 1950, casou-se, mesmo sabendo ser gay. Como continuava com seus desejos homoeróticos, submeteu-se a terapia de eletrochoque. Sem resultados, encerrou seu casamento e mudou-se para Sacramento, onde fundou a Association for Responsible Citizenship (ARC), em defesa dos homossexuais.
Concorreu a cargos públicos em San Francisco, mas seu jeito quieto não o ajudou a vencer. Foi nomeado para o Comitê de Apelação de Licenças de San Francisco em 1976, na vaga deixada por Harvey Milk, que se candidatara à Assembleia Legislativa da Califórnia. Em 1977, concorreu contra Harvey Milk para supervisor da cidade pelo distrito Castro, sendo os dois candidatos mais fortes, mas foi derrotado, fazendo de Milk o primeiro gay assumido a assumir um mandato na Califórnia. Milk o acusava de ser gay subserviente.